# دانز
دانز (به انگلیسی: Duns) یک شهرک در اسکاتلند است که در اسکوتیش بوردرز واقع شده‌است. دانز ۲٬۵۹۴ نفر جمعیت دارد.